# Copa d'Europa d'hoquei sobre patins masculina 2005-2006
La quaranta-unena edició de la Copa d'Europa d'hoquei patins masculina, s'inicià el 12 de novembre de 2005 i finalitzà el 7 de maig de 2006. La final a 4 es disputà a Torres Novas (Portugal) i per primera vegada fou en format de lliga, amb la particularitat que l'AP Follonica Hockey es proclamà campió al final de la segona jornada, quedant els partits del darrer dia com a totalment intranscendents. Aquest fet va fer replantejar la situació al CERH i la temporada següent es tornà a la clàssica final a quatre amb eliminatòries.

## Llegenda
| Pts = Punts totals PJ = Partits jugats PG = Partits guanyats PE = Partits empatats PP = Partits perduts GF = Gols a favor |  | GC = Gols en contra DG = Diferència de gols (GF-GC) Ressaltat en verd = Equip classificat per a la final four. Ressaltat en vermell = Equip eliminat per a la final four. (p) = Gol de penalti (pro.) = Gol en pròrroga |  |  |

## Ronda preliminar
| Anada 12 de novembre 2005 Tornada 19 de novembre 2005 |           |                      |  |
| RSC Cronenberg                                        | 2-7 / 4-3 | AP Follonica Hockey  |  |
| ERG Iserlohn                                          | 5-2 / 1-4 | Bury St. Edmunds RHC |  |
| RHC Wimmis                                            | 0-3 / 1-2 | Noia Freixenet       |  |
| AS Merignac                                           | 2-5 / 7-4 | Roncato Vic          |  |

## Primera fase
| Anada 3 de desembre 2005 Tornada 17 de desembre 2005 |            |                     |  |
| Barcelona Sorli Discau                               | 3-1 / 4-1  | AP Follonica Hockey |  |
| RHC Dornbirn                                         | 7-7 / 10-0 | SC Thunerstern      |  |
| HC Quévert                                           | 1-3 / 6-4  | Primavera Prato     |  |
| UD Oliveirense                                       | 2-1 / 5-2  | Bassano Hockey 54   |  |
| La Vendéenne                                         | 1-5 / 5-0  | FC Porto            |  |
| Noia Freixenet                                       | 6-3 / 0-4  | RSC Uttigen         |  |
| Alnimar Reus                                         | 10-3 / 0-5 | ERG Iserlohn        |  |
| SL Benfica                                           | 2-2 / 4-2  | Roncato Vic         |  |

## Segona Fase

### Participants
| Grup A | Grup A              |
| ------ | ------------------- |
|        | AP Follonica Hockey |
|        | FC Porto            |
|        | Bassano Hockey 54   |
|        | SC Thunerstern      |

| Grup B | Grup B                |
| ------ | --------------------- |
|        | Noia Freixenet        |
|        | Alnimar Reus Deportiu |
|        | Roncato Vic           |
|        | Primavera Prato       |

### Grup A
| Equip               | Pts | PJ | PG | PE | PP | GF | GC | DG  |
| ------------------- | --- | -- | -- | -- | -- | -- | -- | --- |
| AP Follonica Hockey | 16  | 6  | 5  | 1  | 0  | 34 | 17 | +17 |
| FC Porto            | 11  | 6  | 3  | 2  | 1  | 32 | 16 | +16 |
| Bassano Hockey 54   | 7   | 6  | 2  | 1  | 3  | 28 | 18 | +10 |
| SC Thunerstern      | 0   | 6  | 0  | 0  | 6  | 11 | 54 | -43 |

| 7 de gener de 2006  |      |                |                           |
| AP Follonica Hockey | 12-3 | SC Thunerstern | Palau d'Esports Palagolfo |
|                     |      |                | Palau d'Esports Palagolfo |

| 7 de gener de 2006 |     |                   |                               |
| FC Porto           | 3-2 | Bassano Hockey 54 | Pavelló Municipal de Fânzeres |
|                    |     |                   | Pavelló Municipal de Fânzeres |

| 21 de gener de 2006 |     |          |           |
| SC Thunerstern      | 2-7 | FC Porto | MUR-Halle |
|                     |     |          | MUR-Halle |

| 21 de gener de 2006 |     |                     |             |
| Bassano Hockey 54   | 2-3 | AP Follonica Hockey | PalaBassano |
|                     |     |                     | PalaBassano |

| 4 de febrer de 2006 |     |                   |           |
| SC Thunerstern      | 0-7 | Bassano Hockey 54 | MUR-Halle |
|                     |     |                   | MUR-Halle |

| 4 de febrer de 2006 |     |          |                           |
| AP Follonica Hockey | 3-2 | FC Porto | Palau d'Esports Palagolfo |
|                     |     |          | Palau d'Esports Palagolfo |

| 18 de febrer de 2006 |     |                     |           |
| SC Thunerstern       | 4-7 | AP Follonica Hockey | MUR-Halle |
|                      |     |                     | MUR-Halle |

| 18 de febrer de 2006 |     |          |             |
| Bassano Hockey 54    | 5-5 | FC Porto | PalaBassano |
|                      |     |          | PalaBassano |

| 4 de març de 2006 |      |                |                               |
| FC Porto          | 11-0 | SC Thunerstern | Pavelló Municipal de Fânzeres |
|                   |      |                | Pavelló Municipal de Fânzeres |

| 4 de març de 2006   |     |                   |                           |
| AP Follonica Hockey | 5-2 | Bassano Hockey 54 | Palau d'Esports Palagolfo |
|                     |     |                   | Palau d'Esports Palagolfo |

| 18 de març de 2006 |      |                |             |
| Bassano Hockey 54  | 10-2 | SC Thunerstern | PalaBassano |
|                    |      |                | PalaBassano |

| 18 de març de 2006 |     |                     |                               |
| FC Porto           | 4-4 | AP Follonica Hockey | Pavelló Municipal de Fânzeres |
|                    |     |                     | Pavelló Municipal de Fânzeres |

### Grup B
| Equip                 | Pts | PJ | PG | PE | PP | GF | GC | DG  |
| --------------------- | --- | -- | -- | -- | -- | -- | -- | --- |
| Noia Freixenet        | 13  | 6  | 4  | 1  | 1  | 16 | 8  | +8  |
| Alnimar Reus Deportiu | 10  | 6  | 3  | 1  | 2  | 13 | 11 | +2  |
| Roncato Vic           | 8   | 6  | 2  | 2  | 2  | 10 | 10 | =   |
| Primavera Prato       | 3   | 6  | 1  | 0  | 5  | 7  | 17 | -10 |

| 7 de gener de 2006 |     |             |                                      |
| Noia Freixenet     | 1-1 | Roncato Vic | Pavelló Olímpic de l'Ateneu Agrícola |
|                    |     | López       | Pavelló Olímpic de l'Ateneu Agrícola |

| 7 de gener de 2006 |     |                       |                        |
| Primavera Prato    | 1-2 | Alnimar Reus Deportiu | Patinòdrom de Maliseti |
| Sandez             |     | Garcia Caldú          | Patinòdrom de Maliseti |

| 21 de gener de 2006 |     |                 |                        |
| Roncato Vic         | 2-1 | Primavera Prato | Pavelló Olímpic de Vic |
| Roca Pujadas        |     | Crudeli         | Pavelló Olímpic de Vic |

| 21 de gener de 2006   |     |                |  |
| Alnimar Reus Deportiu | 2-0 | Noia Freixenet |  |
| Caldú 5' Gual 37'     |     |                |  |

| 4 de febrer de 2006 |     |                       |                        |
| Roncato Vic         | 2-2 | Alnimar Reus Deportiu | Pavelló Olímpic de Vic |
|                     |     |                       | Pavelló Olímpic de Vic |

| 4 de febrer de 2006 |     |                 |                                      |
| Noia Freixenet      | 5-1 | Primavera Prato | Pavelló Olímpic de l'Ateneu Agrícola |
|                     |     |                 | Pavelló Olímpic de l'Ateneu Agrícola |

| 18 de febrer de 2006 |     |                |                        |
| Roncato Vic          | 1-2 | Noia Freixenet | Pavelló Olímpic de Vic |
| Ordeig               |     | Brichs (2)     | Pavelló Olímpic de Vic |

| 18 de febrer de 2006   |     |                 |  |
| Alnimar Reus Deportiu  | 4-0 | Primavera Prato |  |
| Teixidó Gual (2) Caldú |     |                 |  |

| 4 de març de 2006 |     |             |                        |
| Primavera Prato   | 2-1 | Roncato Vic | Patinòdrom de Maliseti |
| Soria Polverini   |     | Roca        | Patinòdrom de Maliseti |

| 4 de març de 2006              |     |                       |                                      |
| Noia Freixenet                 | 5-1 | Alnimar Reus Deportiu | Pavelló Olímpic de l'Ateneu Agrícola |
| Brichs Selva (2) Feixas Varias |     | Teixidó 19'           | Pavelló Olímpic de l'Ateneu Agrícola |

| 18 de març de 2006    |     |                     |  |
| Alnimar Reus Deportiu | 2-3 | Roncato Vic         |  |
| Gual (2)              |     | Eloi Pujadas Ordeig |  |

| 18 de març de 2006 |     |                         |                        |
| Primavera Prato    | 2-3 | Noia Freixenet          | Patinòdrom de Maliseti |
| Sandez Uribe       |     | Del Amor Albesa Mitjans | Patinòdrom de Maliseti |

## Final Four
Els horaris corresponen a l'hora d'estiu de Portugal (zona horària: UTC+1), als Països Catalans és 1 hora més.
| Equip                 | Pts | PJ | PG | PE | PP | GF | GC | DG |
| --------------------- | --- | -- | -- | -- | -- | -- | -- | -- |
| AP Follonica Hockey   | 9   | 3  | 3  | 0  | 0  | 16 | 9  | +7 |
| FC Porto              | 6   | 3  | 2  | 0  | 1  | 12 | 13 | -1 |
| Alnimar Reus Deportiu | 3   | 3  | 1  | 0  | 2  | 8  | 7  | +1 |
| Noia Freixenet        | 0   | 3  | 0  | 0  | 3  | 4  | 11 | -1 |

| 5 de maig de 2006 21:15                |     | |                                                                      |
| FC Porto                               | 4-9 | AP Follonica Hockey                                                                                   | Palacio dos Desportos de Torres Novas Àrbitres: J. Vidal i F. García |
| E. Garcia 22' Gil 28', 33' Ventura 39' |     | M. Bertolucci 2', 41', 45' Ale. Michielon 9', 12' Silva 23', 32' A. Bertolucci 35' Alb. Michielon 42' | Palacio dos Desportos de Torres Novas Àrbitres: J. Vidal i F. García |

| 5 de maig de 2006 22:45 |     |                |                                                                        |
| Alnimar Reus Deportiu   | 3-0 | Noia Freixenet | Palacio dos Desportos de Torres Novas Àrbitres: J. Carpelho i J. Pinto |
| Caldú 3', 27', 49'      |     |                | Palacio dos Desportos de Torres Novas Àrbitres: J. Carpelho i J. Pinto |

| 6 de maig de 2006 16:45         |     |                       |                                                                        |
| AP Follonica Hockey             | 3-2 | Alnimar Reus Deportiu | Palacio dos Desportos de Torres Novas Àrbitres: J. Carpelho i J. Pinto |
| M. Bertolucci 7' Silva 46', 48' |     | Caldú 2' Sánchez 19'  | Palacio dos Desportos de Torres Novas Àrbitres: J. Carpelho i J. Pinto |

| 6 de maig de 2006 18:30 |     |                                        |                                                                            |
| Noia Freixenet          | 1-4 | FC Porto                               | Palacio dos Desportos de Torres Novas Àrbitres: C. Carmagnola i A. Bisacco |
| Selva 42'               |     | Ventura 27' R. Garcia 29', 42' Gil 44' | Palacio dos Desportos de Torres Novas Àrbitres: C. Carmagnola i A. Bisacco |

| 7 de maig de 2006 18:00             |     |                                 |                                                                            |
| FC Porto                            | 4-3 | Alnimar Reus Deportiu           | Palacio dos Desportos de Torres Novas Àrbitres: C. Carmagnola i A. Bisacco |
| Gil 2', 44' R. Garcia 19' Silva 40' |     | Sánchez 14' García 20' Gual 31' | Palacio dos Desportos de Torres Novas Àrbitres: C. Carmagnola i A. Bisacco |

| 7 de maig de 2006 19:30                                   |     |                                    |                                                                        |
| AP Follonica Hockey                                       | 4-3 | Noia Freixenet                     | Palacio dos Desportos de Torres Novas Àrbitres: J. Carpelho i J. Pinto |
| Ale. Michielon 6' A. Bertolucci 6', 28' M. Bertolucci 47' |     | Del Amor 24' Brichs 24' Esteva 48' | Palacio dos Desportos de Torres Novas Àrbitres: J. Carpelho i J. Pinto |

| Campió AP FOLLONICA HOCKEY |